# Pallacanestro Trapani 1991-1992
Questa voce raccoglie le informazioni riguardanti la Pallacanestro Trapani nelle competizioni ufficiali della stagione 1991-1992.

## Verdetti stagionali
Competizioni nazionali
- Serie A1:

stagione regolare: 14º posto su 16 squadre (10-20);
Play-out: Girone giallo, 5º posto su 6 squadre (3-7), Retrocessa in A2;
- Coppa Italia:

eliminazione ai Ottavi di finale dalla Virtus Bologna;

## Stagione
La Pallacanestro Trapani 1991-1992 ha preso parte alla Serie A1, classificandosi al 14º posto e, dopo i play out, retrocedendo in A2.

## Divise di gioco
Il fornitore ufficiale di materiale tecnico per la stagione 1991-1992 è Kronos.
| Casa | Trasferta |

## Organigramma societario
Area dirigenziale
- Presidente: Vincenzo Garraffa
- Direttore Sportivo: Valentino Renzi
- Dirigente: Francesco Todaro
- Dirigente: Franco Restivo

Area tecnica
- Allenatore: Giancarlo Sacco
- Vice allenatore: Giacomo Genovese
- Preparatore atletico: Giovanni Basciano
- Medico sociale:
- Addetto agli arbitri:
- Responsabile sett. giovanile: Domenico Ciotta

## Roster
| Pallacanestro Trapani 1991-1992 | Pallacanestro Trapani 1991-1992 |
| Giocatori                       | Staff tecnico                   |
| ------------------------------- | ------------------------------- |

| N. | Naz.                   | Ruolo | Nome                           | Anno | Alt.   | Peso   |  |
| -- | ---------------------- | ----- | ------------------------------ | ---- | ------ | ------ |  |
| 4  | Stati Uniti (bandiera) | C     | John Shasky                    | 1964 | 211 cm | 107 kg |  |
| 6  | Italia (bandiera)      | G     | Stefano Tosi                   | 1966 | 196 cm |        |  |
| 7  | Italia (bandiera)      | A     | Sergio Zucchi                  | 1968 | 203 cm |        |  |
| 8  | Italia (bandiera)      | G     | Antonio Strazzera              | 1973 | 191 cm |        |  |
| 9  | Italia (bandiera)      | G     | Giuseppe Cassì (dal 6/10/1991) | 1963 | 187 cm |        |  |
| 10 | Italia (bandiera)      | C     | Enrico Favero                  | 1969 |        |        |  |
| 11 | Italia (bandiera)      | C     | Claudio Castellazzi            | 1964 | 205 cm |        |  |
| 12 | Italia (bandiera)      | P     | Francesco Mannella (C)         | 1960 | 170 cm |        |  |
| 13 | Stati Uniti (bandiera) | A     | Wendell Alexis                 | 1964 | 205 cm | 100 kg |  |
| 14 | Italia (bandiera)      | PG    | Mario Piazza                   | 1969 | 194 cm | 94 kg  |  |
| 15 | Italia (bandiera)      | C     | Marco Martin                   | 1964 | 202 cm |        |  |
| 16 | Italia (bandiera)      | G     | Klaus Schluderbacher           | 1970 |        |        |  |
|    | Italia (bandiera)      | G     | Mario Romeo                    | 1974 | 195 cm |        |  |

| Allenatore                                                            |
| Giancarlo Sacco                                                       |
| Assistente/i                                                          |
| Giacomo Genovese Legenda - (C) Capitano - (IN) Inattivo - Infortunato |

## Mercato

### Sessione estiva
| Arrivi           | Arrivi               | Arrivi           |
| R                | Nome                 | da               |
| ---------------- | -------------------- | ---------------- |
| AC               | Wendell Alexis       | Mens Sana Siena  |
| C                | John Shasky          | Dallas Mavericks |
| G                | Stefano Tosi         | Pielle Livorno   |
| G                | Klaus Schluderbacher | Free agent       |
| C                | Enrico Favero        | Free agent       |
| Altre operazioni |                      |                  |
| R                | Nome                 | da               |
| G                | Antonio Strazzera    | Set. giovanile   |
| A                | Mario Romeo          | Set. giovanile   |

| Partenze         | Partenze        | Partenze        |
| R                | Nome            | a               |
| ---------------- | --------------- | --------------- |
| AC               | Reggie Johnson  | León            |
| C                | Bobby Lee Hurt  | Auxilium Torino |
| G                | Davide Lot      | A.P.L. Pozzuoli |
| Altre operazioni |                 |                 |
| R                | Nome            | da              |
| A                | Salvatore Scirè | Free agent      |

### Operazioni esterne alla sessione
| Arrivi | Arrivi | Arrivi |
| R      | Nome   | da     |
| ------ | ------ | ------ |
|        |        |        |

| Partenze | Partenze      | Partenze          |
| R        | Nome          | a                 |
| -------- | ------------- | ----------------- |
| A        | Sergio Zucchi | Scandone Avellino |

## Risultati

### Campionato

#### Girone di andata
| Forlì 22 settembre 1991 1ª giornata                                                                                              | Libertas Forlì | 96 – 91 (42-37) referto | Pall. Trapani | PalaGalassi |
| Fumagalli 24 Punti 20 Alexis Fumagalli 7 Assist 4 Martin McAdoo 11 Rimbalzi 15 Shasky Franco Casalini Allenatori Giancarlo Sacco |                |                         |               |             |
| |                |                         |               |             |
| Fumagalli 24 | Punti          | 20 Alexis               |               |             |
| Fumagalli 7 | Assist         | 4 Martin                |               |             |
| McAdoo 11 | Rimbalzi       | 15 Shasky               |               |             |
| Franco Casalini | Allenatori     | Giancarlo Sacco         |               |             |

| Trapani 29 settembre 1991 2ª giornata                                                                                              | Pall. Trapani | 79 – 90 (38-51) referto | Pall. Treviso | Palagranata |
| Alexis 32 Punti 31 Iacopini Piazza , Tosi 3 Assist 2 Iacopini Alexis 9 Rimbalzi 12 Rusconi Giancarlo Sacco Allenatori Petar Skansi |               |                         |               |             |
| |               |                         |               |             |
| Alexis 32 | Punti         | 31 Iacopini             |               |             |
| Piazza, Tosi 3 | Assist        | 2 Iacopini              |               |             |
| Alexis 9 | Rimbalzi      | 12 Rusconi              |               |             |
| Giancarlo Sacco | Allenatori    | Petar Skansi            |               |             |

| Arbitro: | Sergio Borroni (Milano) |

|                            |            |                 |
| Zamberlan 27               | Punti      | 28 Alexis       |
| Hurt, Abbio, Della Valle 2 | Assist     | 3 Alexis        |
| Magee 11                   | Rimbalzi   | 9 Alexis        |
| Federico Danna             | Allenatori | Giancarlo Sacco |

| Arbitri: | Tiziano Zancanella Fabio Vianello |

|                 |            |                   |
| Alexis 21       | Punti      | 27 Wilkins        |
| Alexis 2        | Assist     | 4 Vescovi         |
| Shasky 12       | Rimbalzi   | 12 Wilkins        |
| Giancarlo Sacco | Allenatori | Virginio Bernardi |

| Arbitro: | Marcello Reatto |

|                 |            |                 |
| Pittis, Riva 21 | Punti      | 30 Alexis       |
| Montecchi 7     | Assist     | 5 Piazza        |
| Rogers 11       | Rimbalzi   | 8 Alexis        |
| Mike D'Antoni   | Allenatori | Giancarlo Sacco |

| Arbitri: | Gennaro Colucci Alberto Grossi |

|                 |            |                  |
| Alexis 28       | Punti      | 32 Vincent       |
| Piazza 4        | Assist     | 5 Busca          |
| Alexis 10       | Rimbalzi   | 9 Rolle, Vincent |
| Giancarlo Sacco | Allenatori | Edoardo Rusconi  |

| Arbitro: | Stefano Penserini |

|                 |            |                     |
| Coldebella 21   | Punti      | 22 Alexis           |
| Brunamonti 2    | Assist     | 2 Castellazzi, Tosi |
| Dalla Vecchia 5 | Rimbalzi   | 8 Alexis            |
| Ettore Messina  | Allenatori | Giancarlo Sacco     |

| Arbitri: | Giampaolo Cicoria Giuseppe Duva |

|                   |            |                 |
| Rađa 24           | Punti      | 25 Shasky       |
| Fantozzi 3        | Assist     | 4 Alexis        |
| Rađa 10           | Rimbalzi   | 8 Shasky        |
| Valerio Bianchini | Allenatori | Giancarlo Sacco |

| Trapani 10 novembre 1991 9ª giornata | Pall. Trapani | 78 – 72 (37-42) referto | Pall. Cantù | Palagranata |
| Piazza 19 Punti 22 Mannion Castellazzi 3 Assist 2 Mannion , Buratti Shasky , Castellazzi 8 Rimbalzi 10 Tonut , Caldwell Giancarlo Sacco Allenatori Fabrizio Frates |               |                         |             |             |
| |               |                         |             |             |
| Piazza 19 | Punti         | 22 Mannion              |             |             |
| Castellazzi 3 | Assist        | 2 Mannion, Buratti      |             |             |
| Shasky, Castellazzi 8 | Rimbalzi      | 10 Tonut, Caldwell      |             |             |
| Giancarlo Sacco | Allenatori    | Fabrizio Frates         |             |             |

| Arbitro: | Stefano Cazzaro |

|                        |            |              |
| Alexis 37              | Punti      | 39 Schmidt   |
| Alexis, Tosi, Shasky 2 | Assist     | 3 Aldi       |
| Alexis 11              | Rimbalzi   | 10 Aldi      |
| Giancarlo Sacco        | Allenatori | Tonino Zorzi |

| Trieste 1º dicembre 1991 11ª giornata                                                                                           | Pall. Trieste | 79 – 66 (41-36) referto | Pall. Trapani | PalaTrieste |
| Gray 26 Punti 26 Alexis Meneghin , Pilutti 2 Assist 5 Tosi Gray 12 Rimbalzi 8 Alexis Bogdan Tanjević Allenatori Giancarlo Sacco |               |                         |               |             |
| |               |                         |               |             |
| Gray 26 | Punti         | 26 Alexis               |               |             |
| Meneghin, Pilutti 2 | Assist        | 5 Tosi                  |               |             |
| Gray 12 | Rimbalzi      | 8 Alexis                |               |             |
| Bogdan Tanjević | Allenatori    | Giancarlo Sacco         |               |             |

| Trapani 15 dicembre 1991 12ª giornata                                                                                    | Pall. Trapani | 71 – 72 (34-43) referto | Scaligera | Palagranata |
| Alexis 26 Punti 22 Kempton Alexis 3 Assist 9 Minto Shasky 10 Rimbalzi 2 Schoene Giancarlo Sacco Allenatori Mario Blasone |               |                         |           |             |
| |               |                         |           |             |
| Alexis 26 | Punti         | 22 Kempton              |           |             |
| Alexis 3 | Assist        | 9 Minto                 |           |             |
| Shasky 10 | Rimbalzi      | 2 Schoene               |           |             |
| Giancarlo Sacco | Allenatori    | Mario Blasone           |           |             |

| Arbitro: | Fabio Facchini |

|                    |            |                          |
| Esposito 24        | Punti      | 20 Alexis                |
| Gentile 6          | Assist     | 1 Alexis, Piazza, Martin |
| Mychal Thompson 11 | Rimbalzi   | 13 Shasky                |
| Franco Marcelletti | Allenatori | Giancarlo Sacco          |

| Arbitri: | Marcello Reatto Mauro Pozzana |

|                 |            |                     |
| Shasky 19       | Punti      | 16 Lampley          |
| Piazza 3        | Assist     | 2 Vidili            |
| Shasky 11       | Rimbalzi   | 8 Lampley           |
| Giancarlo Sacco | Allenatori | Gianfranco Lombardi |

| Pesaro 29 dicembre 1991 15ª giornata                                                                                                  | V.L. Pesaro | 91 – 79 (56-40) referto | Pall. Trapani | Hangar |
| Daye 20 Punti 26 Alexis Daye 4 Assist 2 Piazza Walter Magnifico 8 Rimbalzi 8 Alexis , Shasky Alberto Bucci Allenatori Giancarlo Sacco |             |                         |               |        |
| |             |                         |               |        |
| Daye 20 | Punti       | 26 Alexis               |               |        |
| Daye 4 | Assist      | 2 Piazza                |               |        |
| Walter Magnifico 8 | Rimbalzi    | 8 Alexis, Shasky        |               |        |
| Alberto Bucci | Allenatori  | Giancarlo Sacco         |               |        |

#### Girone di ritorno
| Arbitro: | Pietro Pallonetto |

|                 |            |                   |
| Alexis 40       | Punti      | 44 McAdoo         |
| Piazza 3        | Assist     | 3 Higgins         |
| Shasky 11       | Rimbalzi   | 8 Higgins, McAdoo |
| Giancarlo Sacco | Allenatori | Loris Giovannetti |

| Arbitri: | Sergio Borroni Giuseppe Duva |

|              |            |                 |
| Del Negro 22 | Punti      | 33 Alexis       |
| Iacopini 6   | Assist     | 3 Piazza        |
| Kukoč 10     | Rimbalzi   | 11 Shasky       |
| Petar Skansi | Allenatori | Giancarlo Sacco |

| Trapani 19 gennaio 1992 18ª giornata | Pall. Trapani | 80 – 88 (48-46) referto | Auxilium Torino | Palagranata |
| Alexis 29 Punti 32 Magee Piazza 2 Assist 7 Della Valle Alexis , Shasky , Piazza 5 Rimbalzi 14 Magee Giancarlo Sacco Allenatori Federico Danna |               |                         |                 |             |
| |               |                         |                 |             |
| Alexis 29 | Punti         | 32 Magee                |                 |             |
| Piazza 2 | Assist        | 7 Della Valle           |                 |             |
| Alexis, Shasky, Piazza 5 | Rimbalzi      | 14 Magee                |                 |             |
| Giancarlo Sacco | Allenatori    | Federico Danna          |                 |             |

| Arbitro: | Angelo Tullio |

|                   |            |                    |
| Theus 31          | Punti      | 26 Alexis          |
| Theus 10          | Assist     | 2 Piazza, Mannella |
| Wilkins 19        | Rimbalzi   | 13 Shasky          |
| Virginio Bernardi | Allenatori | Giancarlo Sacco    |

| Arbitri: | Pierluigi D'Este Fabio Vianello |

|                 |            |               |
| Piazza 20       | Punti      | 27 Riva       |
| Mannella 2      | Assist     | 2 Riva        |
| Shasky 7        | Rimbalzi   | 9 Pittis      |
| Giancarlo Sacco | Allenatori | Mike D'Antoni |

| Arbitri: | Marcello Reatto Tiziano Zancanella |

|                   |            |                 |
| Vincent 35        | Punti      | 31 Alexis       |
| Diana 6           | Assist     | 2 Alexis, Tosi  |
| Rolle 16          | Rimbalzi   | 9 Alexis        |
| Mauro Di Vincenzo | Allenatori | Giancarlo Sacco |

| Arbitro: | Roberto Pasetto |

|                 |            |                              |
| Alexis 30       | Punti      | 28 Coldebella                |
| Martin 4        | Assist     | 2 Coldebella, Zdovc, Binelli |
| Shasky 17       | Rimbalzi   | 11 Wennington                |
| Giancarlo Sacco | Allenatori | Ettore Messina               |

| Arbitri: | Gennaro Colucci Fabio Facchini |

|                 |            |                             |
| Alexis 24       | Punti      | 34 Mahorn                   |
| Cassì, Martin 2 | Assist     | 1 Fantozzi, Premier, Avenia |
| Shasky 9        | Rimbalzi   | 12 Mahorn                   |
| Giancarlo Sacco | Allenatori | Paolo Di Fonzo              |

| Cantù 1º marzo 1992 24ª giornata                                                                                            | Pall. Cantù | 74 – 63 (30-27) referto | Pall. Trapani | PalaPianella |
| Gianolla 20 Punti 18 Alexis Mannion 6 Assist 2 Tosi Caldwell 8 Rimbalzi 8 Shasky Fabrizio Frates Allenatori Giancarlo Sacco |             |                         |               |              |
| |             |                         |               |              |
| Gianolla 20 | Punti       | 18 Alexis               |               |              |
| Mannion 6 | Assist      | 2 Tosi                  |               |              |
| Caldwell 8 | Rimbalzi    | 8 Shasky                |               |              |
| Fabrizio Frates | Allenatori  | Giancarlo Sacco         |               |              |

| Arbitri: | Marcello Reatto Tiziano Zancanella |

|              |            |                  |
| Schmidt 36   | Punti      | 31 Alexis        |
| Aldi 3       | Assist     | 2 Alexis, Martin |
| Lock 9       | Rimbalzi   | 12 Alexis        |
| Tonino Zorzi | Allenatori | Giancarlo Sacco  |

| Trapani 15 marzo 1992 26ª giornata                                                                                 | Pall. Trapani | 74 – 70 (44-45) referto | Pall. Trieste | Palagranata |
| Alexis 22 Punti 19 Fučka - Assist 1 Gray Alexis 9 Rimbalzi 8 Cantarello Giancarlo Sacco Allenatori Bogdan Tanjević |               |                         |               |             |
| |               |                         |               |             |
| Alexis 22 | Punti         | 19 Fučka                |               |             |
| - | Assist        | 1 Gray                  |               |             |
| Alexis 9 | Rimbalzi      | 8 Cantarello            |               |             |
| Giancarlo Sacco | Allenatori    | Bogdan Tanjević         |               |             |

| Verona 22 marzo 1992 27ª giornata                                                                                             | Scaligera  | 77 – 85 (43-38) referto | Pall. Trapani | PalaOlimpia |
| Moretti 22 Punti 20 Shasky Kempton 6 Assist 4 Mannella Kempton 15 Rimbalzi 15 Alexis Mario Blasone Allenatori Giancarlo Sacco |            |                         |               |             |
| |            |                         |               |             |
| Moretti 22 | Punti      | 20 Shasky               |               |             |
| Kempton 6 | Assist     | 4 Mannella              |               |             |
| Kempton 15 | Rimbalzi   | 15 Alexis               |               |             |
| Mario Blasone | Allenatori | Giancarlo Sacco         |               |             |

| Arbitro: | Pierluigi D'Este |

|                 |            |                    |
| Alexis 25       | Punti      | 22 Gentile         |
| Cassì 3         | Assist     | 2 Gentile          |
| Shasky 9        | Rimbalzi   | 8 Thompson         |
| Giancarlo Sacco | Allenatori | Franco Marcelletti |

| Arbitri: | Stefano Cazzaro Tiziano Zancanella |

|                             |            |                  |
| Bucci 16                    | Punti      | 22 Cassì         |
| Vidili, Thornton, Pastori 1 | Assist     | 1 Piazza, Alexis |
| Lampley 14                  | Rimbalzi   | 10 Alexis        |
| Gianfranco Lombardi         | Allenatori | Giancarlo Sacco  |

| Arbitro: | Mauro Pozzana |

|                 |            |               |
| Alexis 24       | Punti      | 19 Workman    |
| Castellazzi 2   | Assist     | 2 Daye        |
| Alexis 9        | Rimbalzi   | 5 Costa       |
| Giancarlo Sacco | Allenatori | Alberto Bucci |

#### Play-out

##### Girone giallo

###### Girone di andata
| Trapani 5 aprile 1992 1ª giornata          | Pall. Trapani | 85 – 80 (45-50) referto | Olimpia Pistoia | Palagranata |
| Giancarlo Sacco Allenatori Cesare Pancotto |               |                         |                 |             |
|                                            |               |                         |                 |             |
| Giancarlo Sacco                            | Allenatori    | Cesare Pancotto         |                 |             |

| Napoli 9 aprile 1992 2ª giornata     | Napoli Basket | 90 – 81 (46-37) referto | Pall. Trapani | PalaArgento |
| Joe Isaac Allenatori Giancarlo Sacco |               |                         |               |             |
|                                      |               |                         |               |             |
| Joe Isaac                            | Allenatori    | Giancarlo Sacco         |               |             |

| Arbitri: | Gennaro Colucci Alberto Grossi |

|                 |            |                 |
| Gianni Trevisan | Allenatori | Giancarlo Sacco |

| Arbitro: | Angelo Tullio |

|                 |            |                |
| Giancarlo Sacco | Allenatori | Giampaolo Doro |

| Fabriano 18 aprile 1992 5ª giornata        | Fabriano Basket | 90 – 84 (44-43) referto | Pall. Trapani | PalaGuerrieri |
| Massimo Mangano Allenatori Giancarlo Sacco |                 |                         |               |               |
|                                            |                 |                         |               |               |
| Massimo Mangano                            | Allenatori      | Giancarlo Sacco         |               |               |

###### Girone di ritorno
| Pistoia 26 aprile 1992 6ª giornata         | Olimpia Pistoia | 95 – 81 (40-28) referto | Pall. Trapani | PalaCarrara |
| Cesare Pancotto Allenatori Giancarlo Sacco |                 |                         |               |             |
|                                            |                 |                         |               |             |
| Cesare Pancotto                            | Allenatori      | Giancarlo Sacco         |               |             |

| Trapani 30 aprile 1992 7ª giornata   | Pall. Trapani | 85 – 81 (43-39) referto | Napoli Basket | Palagranata |
| Giancarlo Sacco Allenatori Joe Isaac |               |                         |               |             |
|                                      |               |                         |               |             |
| Giancarlo Sacco                      | Allenatori    | Joe Isaac               |               |             |

| Arbitro: | Roberto Pasetto |

|                 |            |                 |
| Giancarlo Sacco | Allenatori | Gianni Trevisan |

| Arbitri: | Pierluigi D'Este Maurizio Pascotto |

|                |            |                 |
| Giampaolo Doro | Allenatori | Giancarlo Sacco |

| Arbitri: | Marcello Reatto Mauro Pozzana |

|                 |            |                 |
| Giancarlo Sacco | Allenatori | Massimo Mangano |

### Coppa Italia

#### Sedicesimi di finale
| Napoli 10 settembre 1991 Andata      | Napoli Basket | 67 – 77         | Pall. Trapani | PalaArgento |
| Joe Isaac Allenatori Giancarlo Sacco |               |                 |               |             |
|                                      |               |                 |               |             |
| Joe Isaac                            | Allenatori    | Giancarlo Sacco |               |             |

| Trapani 17 settembre 1991 Ritorno    | Pall. Trapani | 75 – 80   | Napoli Basket | Palagranata |
| Giancarlo Sacco Allenatori Joe Isaac |               |           |               |             |
|                                      |               |           |               |             |
| Giancarlo Sacco                      | Allenatori    | Joe Isaac |               |             |

#### Ottavi di finale
| Trapani 24 settembre 1991 Andata                                                  | Pall. Trapani | 70 – 90 (31-45)        | Virtus Bologna | Palagranata |
| Alexis 18 Punti 18 Binelli , Morandotti Giancarlo Sacco Allenatori Ettore Messina |               |                        |                |             |
|                                                                                   |               |                        |                |             |
| Alexis 18                                                                         | Punti         | 18 Binelli, Morandotti |                |             |
| Giancarlo Sacco                                                                   | Allenatori    | Ettore Messina         |                |             |

| Bologna 26 settembre 1991 Ritorno                                       | Virtus Bologna | 95 – 92 (51-40) | Pall. Trapani | PalaDozza |
| Wennington 22 Punti 36 Alexis Ettore Messina Allenatori Giancarlo Sacco |                |                 |               |           |
|                                                                         |                |                 |               |           |
| Wennington 22                                                           | Punti          | 36 Alexis       |               |           |
| Ettore Messina                                                          | Allenatori     | Giancarlo Sacco |               |           |

## Statistiche dei giocatori
| Nome                 | Pun  | G  |
| -------------------- | ---- | -- |
| Wendell Alexis       | 1007 | 40 |
| John Shasky          | 678  | 40 |
| Mario Piazza         | 392  | 37 |
| Stefano Tosi         | 328  | 40 |
| Giuseppe Cassì       | 242  | 30 |
| Marco Martin         | 180  | 40 |
| Francesco Mannella   | 156  | 35 |
| Claudio Castellazzi  | 148  | 37 |
| Enrico Favero        | 125  | 27 |
| Klaus Schluderbacher | 14   | 11 |
| Antonio Strazzera    | 0    | 1  |
| Sergio Zucchi        | 0    | 1  |
| Mario Romeo          | 0    | 0  |
| Totali stagionali    | 3270 | 40 |